# Maarten van Rossum

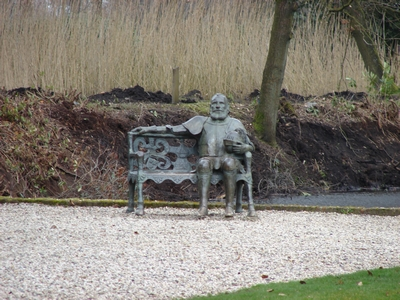
Escultura dedicada a Maarten van Rossum.

Maarten van Rossum (Zaltbommel, 1490-Amberes, 7 de junio de 1555) fue un brillante comandante neerlandés guelderiano y posteriormente mariscal del duque Carlos de Güeldres, y vizconde de Geldermalsen.
Sus padres, Johan van Rossum, señor de Rossum y Johanna van Hemert, probablemente se casaron antes de 1478 y formaban parte de la baja nobleza de Bommelerwaard. A lo largo de su vida, Maarten adquirió los títulos de señor de Poederoijen, Cannenburgh, Lathum, Baer y Bredevoort, mariscal de Campo de Güeldres y estatúder Imperial de Luxemburgo.
También es conocido por ser un comandante experimentado y es famoso por los servicios militares prestados al duque de Güeldres, Carlos de Egmond y a su sucesor, en las guerras contra Carlos V, como en el saqueo de La Haya en 1528. Después de la derrota del duque Guillermo de Jülich-Cléveris-Berg en 1543, simplemente cambió de bando y comenzó a prestar servicios a Carlos V, su antiguo enemigo.
En la primavera de 1555 cayó gravemente enfermo, posiblemente infectado de peste negra o tifus en la fortaleza de Charlemont en Givet. Murió en Amberes, Países Bajos de los Habsburgo el 7 de junio de 1555, y su cuerpo fue enterrado en su ciudad natal, Rossum.